# Конвенция Фару
Конвенция Фару — рамочная Конвенция Совета Европы о значении культурного наследия для общества.  
Конвенция основана на идее, что знание и использование культурного наследия является неотъемлемой частью права каждого человека на участие в культурной жизни общества, провозглашённого во Всеобщей декларации прав человека. Наследие понимается как ресурс для развития человека, укрепления межкультурного диалога и сохранения культурного разнообразия. Также, культурное наследие является важным элементом экономического развития, который предусматривает устойчивое использование культурных ресурсов общества. Конвенция составлена на английском и французском языках.

## История
Разработана Комитетом министров Совета Европы 13 октября 2005 года и открыта для подписания государствами-членами Совета Европы и государствами, не входящими в Совет Европы, в городе Фару (Португалия) 27 октября. Конвенция вступила в силу 1 июня 2011 года. Во время плановой встречи 27-29 мая 2013 года, Координационный комитет по культуре, наследию и ландшафту (англ. the Steering Committee for Culture, Heritage and Landscape) разработал План развития Фару (пересмотр которого был утвержден 4-5 ноября 2014 года), представленный рядом действий, направленных на продвижение Конвенции Фару в целях увеличения числа ратификаций и обеспечения реализации провозглашенных Конвенцией принципов.

## Цель Конвенции
Цель Конвенция Фару — привлечь международное внимание к культурному наследию как «к широкой и междисциплинарной концепции, в центр которой необходимо поставить людей и человеческие ценности», обозначить основные принципы подхода к культурном наследию, а также подчеркнуть «ценность и потенциал разумного использования культурного наследия как источника устойчивого развития и качества жизни в постоянно меняющемся обществе»
|  | Европейское сообщество, ощутившее на себе последствия экономического кризиса, демографических, миграционных и иных факторов, сокращение энергетических ресурсов, нуждается в новом развитии модели, ведущей к дальнейшей демократизации, гражданскому взаимодействию и лучшему управлению, основанному на более открытых, динамичных и прозрачных началах. В этом контексте, Рамочная Конвенция Совета Европы о значении культурного наследия для общества (Конвенция Фару) инновационна в попытке связать концепцию «общеевропейского наследия» с правами человека и фундаментальными свободами, защитником которых неизменно выступает Совет Европы. Конвенция Фару вносит особый вклад в вопросы относительно концепции «сосуществования»(англ. «living together»), качества жизни и окружающей среды, подходящей для комфортного существования в ней граждан.http://www.coe.int/t/dg4/cultureheritage/heritage/Identities/default_en.asp |

## Характер Конвенции
Рамочные соглашения определяют общие цели и направления действий по использованию культурного наследия для государств-участников. В отличие от обычных конвенций, она не предлагает обязательства в совершении конкретных действий. В конвенции предложен ряд альтернативных средств достижения целей, для того, чтобы каждая страна-участник могла выбрать наиболее подходящий путь развития в соответствии с собственными национальными традициями, правами и политикой .  
Конвенция представляет собой новый способ видения культурного наследия Европы. В то время как предыдущие практики в области наследия были сосредоточены на необходимости сохранения и защиты, то принципы Рамочной конвенции определяют выбор способов использования культурного наследия, и концентрируются на вопросе, почему это наследия является важным. 

## Ратификация
Конвенция открыта для подписания государствами-членами Совета Европы. Также Конвенция предусматривает присоединение государств, не являющихся членами Совета Европы, и присоединение Европейского Сообщества. Присоединение осуществляется на основе решения квалифицированного большинства и единогласного голосования представителей государств, имеющих право заседать в Комитете министров.
В настоящий момент Конвенция ратифицирована 18 государствами. 
- Армения
- Австрия
- Босния и Герцеговина
- Венгрия
- Грузия
- Латвия
- Люксембург
- Республика Македония
- Республика Молдова
- Норвегия
- Португалия
- Сербия
- Словакия
- Словения
- Украина
- Финляндия
- Хорватия
- Черногория

Помимо этого, на июль 2019 года, Конвенцию Фару также подписали, но не ратифицировали Албания, Бельгия, Болгария, Италия, Сан-Марино, Испания и Швейцария.

## Содержание Конвенции
Конвенция состоит из Преамбулы и 5 разделов. Каждый раздел содержит в себе несколько статей.

### Раздел I — Цели, определения и принципы
Раздел I содержит 6 статей: 
Статья 1. Цели конвенции.
Статья 2. Определения.
Статья 3. Общее наследие Европы.
Статья 4. Права и ответственность, связанные с культурным наследием.
Статья 5. Законодательство и политика в области культурного наследия.
Статья 6. Действие Конвенции.

### Раздел II — Вклад культурного наследия в общества и человеческое развитие
Раздел II содержит 4 статьи:
Статья 7. Культурное наследие и диалог.
Статья 8. Окружающая среда, наследие и качество жизни.
Статья 9. Устойчивое развитие культурного наследия.
Статья 10. Культурное наследие и экономическая деятельность.

### Раздел III — Общая ответственность за культурное наследие и участие публичных органов
Раздел III содержит 4 статьи:
Статья 11. Обеспечение ответственности публичных органов власти в области культурного наследия.
Статья 12. Доступ к культурному наследию и демократическое участие.
Статья 13. Культурное наследие и знания.
Статья 14. Культурное наследие и информационное общество.

### Раздел IV — Мониторинг и сотрудничество
Раздел IV содержит 3 статьи:
Статья 15. Обязательства Сторон.
Статья 16. Механизм мониторинга.
Статья 17. Сотрудничество в рамках последующих шагов.

### Раздел V — Заключительные положения
Раздел V содержит 6 статей:
Статья 18. Подписание и вступление в силу.
Статья 19. Присоединение.
Статья 20. Территориальное применение.
Статья 21. Денонсация. 
Статья 22. Поправки.
Статья 23. Уведомления. 